# 42-es busz (Székesfehérvár)
A székesfehérvári 42-es jelzésű autóbusz a Csapó utca és Börgönd között közlekedik. A viszonylatot a MÁV Személyszállítási Zrt. üzemelteti.

## Története
A 2000-es évek elején indították Börgönd összeköttetésére a belvárossal. 2024. áprilisában módosítottak útvonalán és a Kis-Budai út helyett a Rákóczi út - Mátyás király körút érintésével éri el a Csapó utcai végállomást. Pár 16-os járat is közlekedik Börgöndre, valamint néhány 42-es járat a Babér utca érintésével közlekedik.

## Útvonala
| Börgönd felé | Csapó utca felé |
| --- | --- |
| Csapó utca vá. – Selyem utca – Palotai út – Schwäbisch Gmünd utca – Mátyás király körút – Várkörút – Rákóczi utca – Gáz utca – Budai út – Seregélyesi út – Seregélyesi út – Murvás utca – Fő utca – Köztársaság utca – Börgönd vá. | Börgönd vá. – Köztársaság utca – Fő utca – Murvás utca – Seregélyesi út – Seregélyesi út – Budai út – Gáz utca – Rákóczi utca – Várkörút – Mátyás király körút – Schwäbisch Gmünd utca – Palotai út – Halász utca – Csapó utca vá. |

## Megállóhelyei
| 0  | Csapó utca végállomás | 26 | 11A, 12A, 15Y, 17, 20, 40, 41, 44 | Tolnai Utcai Általános Iskola |
| 1  | Halász utca           | 25 | 10, 11, 12, 12Y, 14, 15, 26, 26A, 34, 37 | |
| 2  | György Oszkár tér     | 24 | 10, 11, 12, 12Y, 14, 15, 17, 26, 26A, 34, 36, 37, 38                                                                                               | |
| 4  | Ybl Miklós lakótelep  | 22 | 15, 16, 17, 26, 26A, 34, 38 | |
| 6  | Országzászló tér      | 20 | 16, 17, 33 | |
| 7  | Áron Nagy Lajos tér   | 19 | 16, 17, 23, 24, 25, 31, 32, 33, 35 | |
| 9  | Széna tér             | 18 | 16, 17, 23, 24, 25, 31, 32, 33, 35 | |
| 11 | Gáz utca              | 17 | 14, 14G, 22, 23, 23E, 31E, 33, 34, 40, 41, 43, 44 707, 747, 748, 749, 750, 751, 757, 758, 759, 8030, 8032, 8033, 8035, 8037, 8039 1803, 1823, 1824 | Alba Regia Sportcentrum |
| 12 | Zrínyi utca           | 15 | 14, 22, 23, 23E, 31E, 40, 41, 43, 44 | Láncos Kornél Gimnázium, Gróf Széchenyi István Műszaki Szakközépiskola, Óbudai Egyetem – Alba Regia Egyetemi Központ, Budapesti Corvinus Egyetem Székesfehérvári Campus |
| 14 | Hadiárva utca         | 14 | 14, 22, 23, 23E, 31E, 40, 41, 43, 44 707, 747, 748, 749, 750, 751, 757, 758, 759 1172, 1173, 1174, 1204, 1205, 1215, 1229                          | |
| 15 | Mentőállomás          | 12 | 14, 14G, 16, 30, 40, 41, 43, 44 8030, 8032, 8033, 8035, 8037, 8039 1529, 1803, 1823, 1824, 1826, 1841                                              | Mentőállomás, Fejér Vármegyei Szent György Egyetemi Oktató Kórház, Halesz park                                                                                          |
| 16 | Szabadkai utca        | 10 | 14, 16 8035, 8037 | |
| 17 | Seregélyesi út 75.    | x  | | |
| 19 | Tejüzem               | 19 | 13, 13A, 13G, 13Y, 16 8030, 8032, 8033, 8035, 8037, 8039 1823                                                                                      | Alföldi Tej Értékesítő és Beszerző Kft., Árpád Szakképző Iskola és Kollégium                                                                                            |
| 20 | Seregélyesi út 96.    | 8  | 13, 13A, 13G, 13Y, 16 8030, 8032, 8035, 8037, 8039                                                                                                 | Alufe Kft. |
| 21 | Seregélyesi út 108.   | 7  | 13, 13A, 13G, 13Y, 16 8030, 8032, 8035, 8037, 8039                                                                                                 | ARÉV Út- és Mélyépítő Kft. |
| 22 | Repkény utca          | 6  | 13, 13A, 13G, 13Y, 16 8030, 8032, 8033, 8035, 8037, 8039                                                                                           | Nehézfémöntöde Zrt. |
| 27 | Börgöndi elágazás     | 2  | 8030, 8032, 8035, 8037, 8039 | |
| 28 | Murvás utca           | 1  | | |
| 29 | Börgönd végállomás    | 0  | | |